# Sepulchre
Sepulchre (v překladu z angličtiny hrobka) je britská metalová kapela založená v roce 2004 ve velšském městě Swansea bubenicí Aimee Coppolou a zpěvákem a kytaristou Darrenem Evansem. Hraje mix thrash metalu a death metalu, její styl je ovlivněn hudebními veličinami jako Slayer, Morbid Angel, Entombed, Carnivore a Carcass.
K září 2022 má kapela na svém kontě dvě řadová alba: Betrayed by God z roku 2012 a Thrill of a Kill vydané v roce 2019.

## Členové kapely
K roku 2019:
- Aimee Coppola - bicí
- Darren Evans - zpěv, el. kytara
- Dan Yeoman - kytara, doprovodný zpěv
- Jimmy Lambourne - baskytara

## Diskografie
Studiová alba
- Betrayed by God (2012)
- Thrill of a Kill (2019)

EP
- Dreadnought (2011)
- The Great South Western Depression (2017)

Živá alba
- Live Psychosis (2012)